# Andrée Tainsy
Andrée Micheline Ghislaine Tainsy (26 de abril de 1911 – 19 de diciembre de 2004) fue una actriz belga. Durante su carrera, que se desempeñó principalmente en Francia, actuó con notables actores como Philippe Noiret, Jean Louis Trintignant, Charlotte Rampling y famosos directores como Claude Chabrol, Costa-Gavras y François Ozon.  Tainsy inició su carrera como actriz de teatro y debutó en el cine en 1945. A partir de ese momento actuó en cerca de 80 producciones de cine y televisión, principalmente como actriz de reparto. Permaneció activa como actriz hasta el día de su fallecimiento.

## Filmografía seleccionada
- 2004 - Rois et Reine
- 2000 - Sous le sable
- 1985 - Poulet au Vinaigre
- 1981 - Ali in Wonderland
- 1978 - The Paradise of Riches
- 1973 - El relojero de Saint-Paul (L'horloger de Saint-Paul)
- 1972 - Man with the Transplanted Brain
- 1958 - Une vie